# Dolores Casanova
La leyenda dice que Dolores Casanova (c.a. 1833 a 1836-n.d.) fue hija de españoles nacida en Guaymas, Sonora. Se ignora la fecha de su fallecimiento. Se le ha llamado “reina blanca de los seris,” nombre sin sustento histórico, dado que ninguno de los seis grupos que conformaron a la nación, tuvieron reyes, ni siquiera gobernantes permanentes. Sin embargo, eso no le quita validez como leyenda.
La leyenda ubica a Lola Casanova en la época de la guerra México-Estados Unidos (1846-1848), cuando a la violencia de la zona se le agregó la del conflicto. Una vez firmado el Tratado de Guadalupe Hidalgo, los problemas continuaron en Sonora hasta que se firmó la Venta de La Mesilla o Gadsden Purchase en 1853, que le despojó de parte de su territorio. Tras esos hechos, tanto conservadores como liberales coincidieron en el temor de una nueva pérdida territorial, por lo que se fomentó la colonización del Norte. Así, se inició una política de pacificación, lo que en primera instancia agudizó la lucha entre los colonos recién llegados a la región y los indígenas. Los seris fueron de los principalmente afectados.

## Biografía

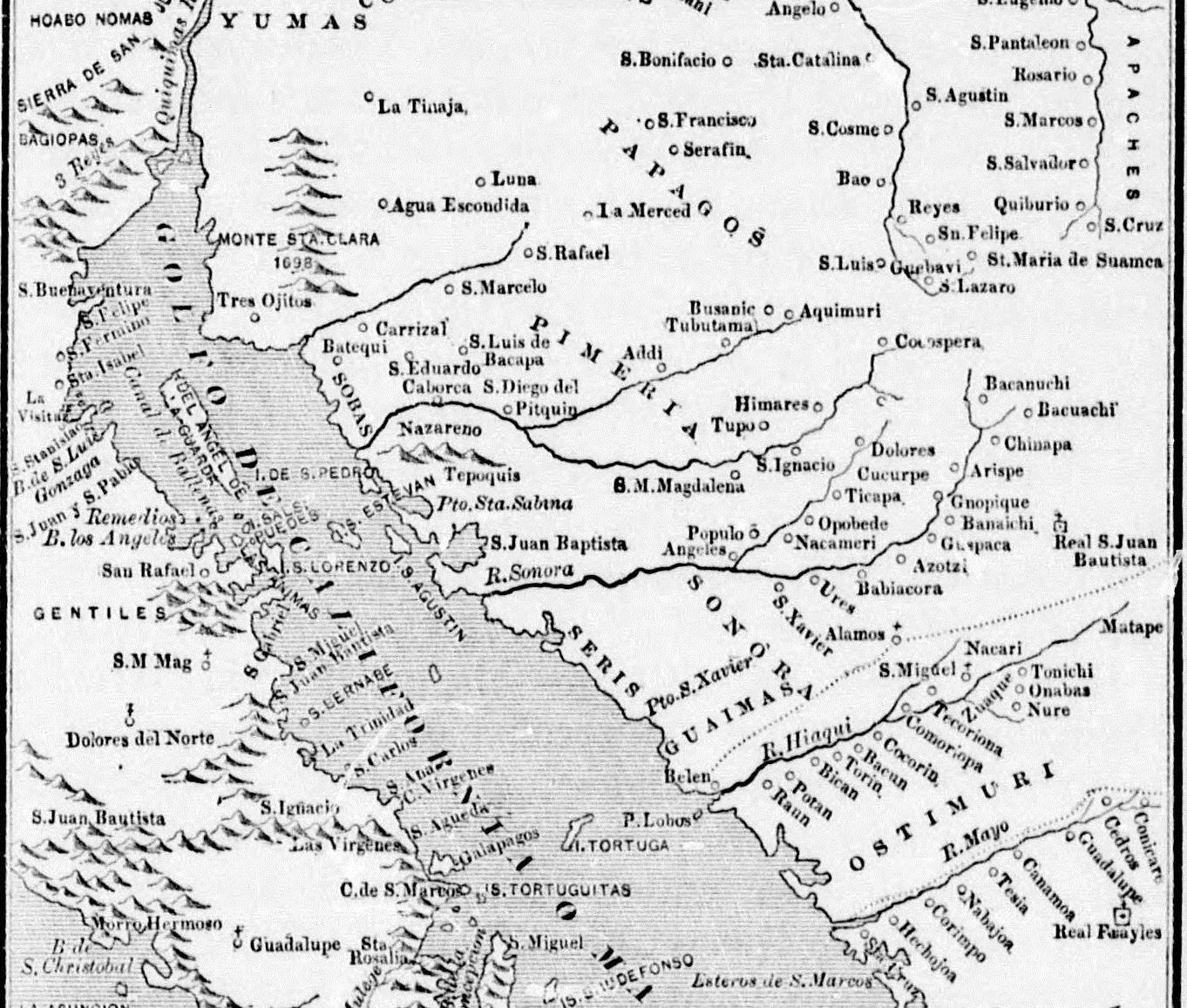
El mapa del Padre Miguel Venegas, S.J. hecho en 1757 muestra los lugares que se mencionan en la leyenda de Lola Casanova

Dolores Casanova Velasco, comúnmente llamada Lola Casanova, nació en el estado de Sonora, en la Heroica Guaymas de Zaragoza, “La perla del mar de Cortés”, entre 1833 y 1836, unos cuantos años después de la primera expulsión de los españoles de México, en 1829. En ese momento existía un fuerte resentimiento en contra de ellos, derivado de la situación anterior a la independencia y de algunos episodios concretos de la guerra misma. 
Según unas fuentes, Lola Casanova era hija de españoles. Según otras su papá era español y su mamá mexicana. Sin importar la nacionalidad de ambos padres ella era criolla.  El señor Casanova llegó a México huyendo de la inestabilidad de la España que perdió su imperio, buscando oportunidades. La familia decidió establecerse en Guaymas, pero cuando llegaron se adelantó el nacimiento de Dolores. Como la mamá falleció, la niña se quedó huérfana de madre y Juan Diego Casanova viudo, con la doble misión criar a su hija y obtener ingresos.
El señor Casanova decidió invertir en el comercio. Al poco tiempo de entrar en el mundo de los negocios, Casanova adquirió una posición bastante holgada e importante en Guaymas. Educó a su hija como a las mujeres de esa época, lo cual implicó conocer la manera de comportarse, de llevar la casa, catecismo, labores de costura y bordado.
Cuando ya era joven, le robaron una embarcación a su padre, lo que hizo que perdiera gran parte de su fortuna. Para salvarlo de la quiebra, aceptó la propuesta de matrimonio del coronel Néstor Ariza, pero un trágico incidente la sacó de la historia y la metió al terreno de las leyendas del estado de Sonora.

## Lola Casanova y  Coyote-Iguana
Para contraer matrimonio, Lola Casanova debió trasladarse a Hermosillo, viaje peligroso porque los seris estaban en pie de guerra por donde ella debía de cruzar. El 2 de abril de 1850 Lola Casanova iba al encuentro del coronel Ariza, cuando su carreta fue asaltada por los seris. Mataron a todos los viajeros, salvo a la joven, que fue secuestrada. Se inició una búsqueda para su rescate pues se temía que fuera lastimada, violada o asesinada.
Después de algún tiempo, la búsqueda tuvo éxito dado que fue localizada. Sin embargo, cuando fueron por ella para rescatarla, se negó a volver a Guaymas pues afirmó que se había enamorado del jefe de la tribu, el gran guerrero Jesús Ávila Sánchez, mejor conocido entre los seris como “Coyote-Iguana”. Quienes habían ido a rescatarla respetaron su decisión y la dejaron con la tribu en la Isla Tiburón, donde ella vivió junto a su esposo e hijos.
En la época esta noticia no tuvo tanta difusión. En la región solo existía un periódico llamado El Sonorense, dedicado a asuntos políticos. Sin embargo, publicó dos veces la noticia: el 3 de mayo y el 7 de junio de 1850. En la segunda mencionó el nombre de Dolores Casanova.

## Desenlace
No obstante que la nación no la quería, Lola y Coyote-Iguana tuvieron tres hijos. A los diez meses de haberse unido nació el primero. Años después, cuando falleció Coyote-Iguana, la tribu arrojó su cadáver a los perros para que lo destrozaran, acto con el que demostró su enojo y resentimiento con él por haberles impuesto la integración de Lola al grupo seri.
Lola motivó a su hijo mayor para que en cuanto alcanzó la edad conveniente, fuera vengada la memoria de su padre y el maltrato que ella recibió por parte de la tribu.  Su hijo tuvo liderazgo entre los seris y fue conocido como Coyote-Iguana II, pero esto no cambió la situación de su madre, a la que tuvo que defender siempre. Tras su muerte, su hermano, el segundo hijo de Lola, fue líder de la tribu con el nombre de Coyote-Iguana III”. Se cree que no mejoró mucho la situación materna, a pesar de quererla profundamente. Se ignora el año del fallecimiento de Lola. 

## El entorno de la leyenda

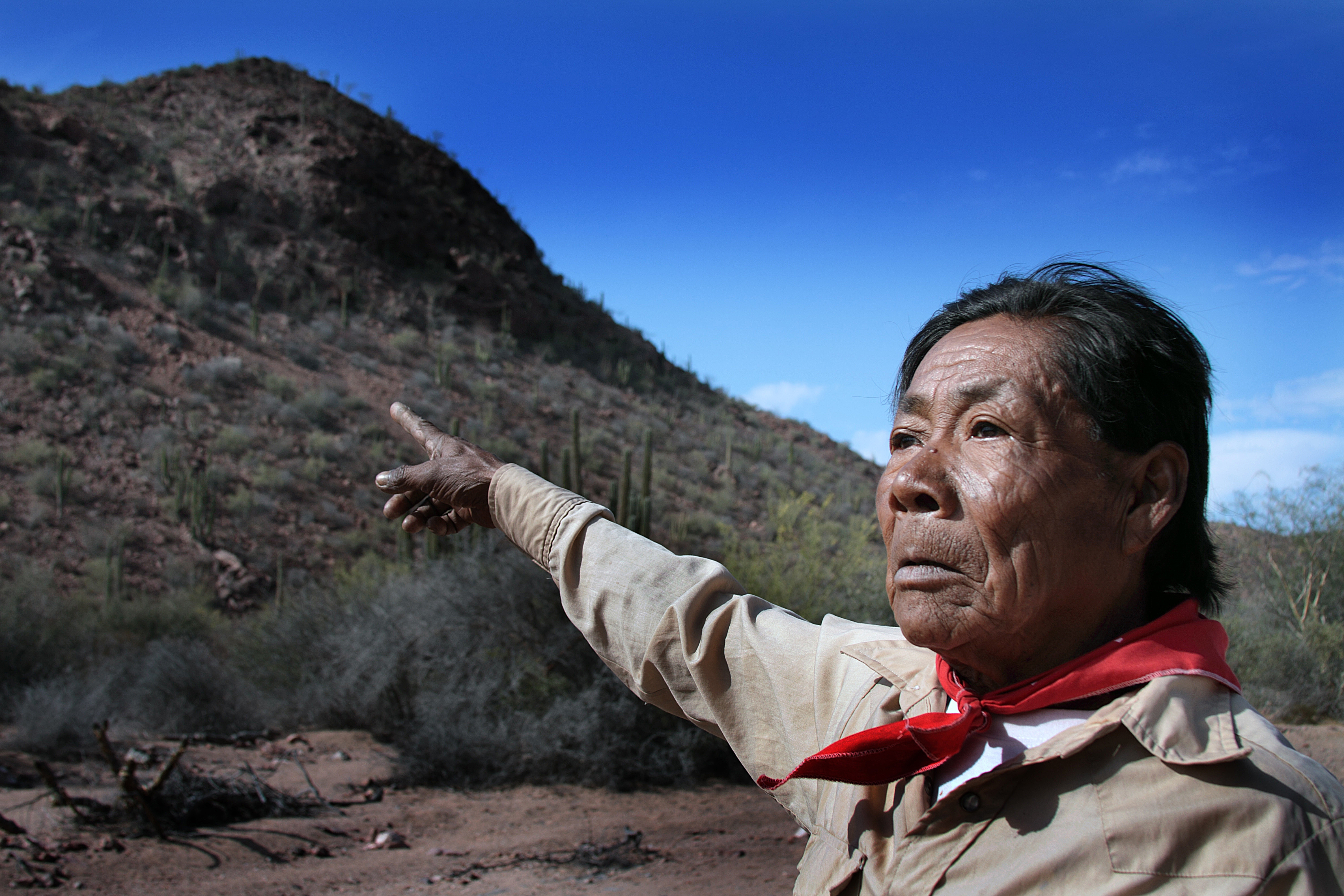
Seri contemporáneo

Últimamente se le ha querido llamar a Lola Casanova “la reina blanca de los seris.” El nombre no se sostiene históricamente, ya que los seris nunca tuvieron reyes, ni siquiera gobernadores permanentes. 
El vocablo seri es de origen yaqui. Significa “hombre de la arena.” Ellos se autodenominan comcaac, cuyo significado es "la gente". Divididos en seis grupos o bandas diferentes, es de suponerse que Coyote-Iguana fue líder del grupo Tahejöc comcaac (gente de la isla Tiburón), que habitó las costas norte, oriental y occidental de la isla y en la costa continental frente a ella y que en el siglo XIX fue particularmente bélico, tanto por la inestabilidad de la época como porque a medida que se fue colonizando Sonora, hubo una política de exterminio contra las tribus indígenas de la región. 
Los seris nunca fueron propiamente conquistados y solo los jesuitas durante el virreinato hicieron el intento de evangelizarlos. Su división en bandas o grupos desapareció en el siglo XIX. Se sabe poco de ellos, salvo que conservaron su idioma y que la crisis de 1929 los sacó de la miseria al permitirles vivir de la pesca, ya que la carne se volvió un producto muy caro. Ahora además de pescar, hacen algunas artesanías, en especial cestería y figuras de palo fierro, y como se dedican al comercio, agregan a su idioma tradicional algunas palabras en español y otras en inglés, lo que les permite entenderse con sus clientes.
En la actualidad la isla Tiburón, ubicada en el Golfo de California o Mar de Cortés, que es la más grande del país, sigue siendo suya. El entorno desértico y caliente en verano, cuando alcanza temperaturas superiores a los 45 °C y frío en invierno, cuando el termómetro baja hasta -8.5 °C,  hace que sigan siendo nómadas y pasen parte del año en la isla y el resto en la costa. El canal que separa la isla del continente recibe el nombre de Infiernillo, por las dificultades de su navegación.
Criollo es un término que se aplica a la persona que es descendiente de padres europeos y nacida fuera de Europa; especialmente, descendientes de españoles en la América colonial.
El escritor y etnólogo jalisciense Francisco Rojas González escribió una novela llamada Lola Casanova, publicada por primera vez en 1947 por el Fondo de Cultura Económica.